# 邓沛然
邓沛然（1963年7月4日—），男，汉族，河北献县人，中华人民共和国政治人物。河北大学管理学在职硕士、河北大学经济学在职博士。

## 生平
1980年11月，17岁的邓沛然参军，在石家庄陆军学校做学员，之后在中国人民解放军陆军第二十七集团军担任侦察连排长、侦察处技侦室主任。1984年1月加入中国共产党。
1988年8月，邓沛然转业，曾在企业、纪检监察系统任职多年。2007年1月，任河北省监察厅副厅长。2008年5月，任中共唐山市委常委、纪委书记。2011年1月，任中共沧州市委副书记。2013年6月，任河北省供销合作总社党组书记、理事会主任。2016年12月，任中共石家庄市委副书记，石家庄市人民政府党组书记、副市长、代市长。2017年4月，正式当选为石家庄市人民政府市长。2018年2月24日，当选为第十三届全国人大代表。
2020年12月21日，因涉嫌严重违纪违法，接受河北省纪委监委纪律审查和监察调查。2021年1月8日，石家庄市人大常委会通过了邓沛然的辞职请求，任命马宇骏为石家庄代市长。2月15日，平山县人大常委会决定罢免其石家庄市人大代表资格，同月17日，石家庄市人大常委会决定罢免其河北省人大代表资格。同月28日，其全国人大代表资格遭到终止。

## 著作
担任中共唐山市委常委、纪委书记期间，中国方正出版社出版了他的专著《创新之路：唐山市反腐倡廉建设新模式》。